# 50 Кассиопеи
NGC 771 — звезда в созвездии Кассиопея, удалённая от Земли примерно на 145 световых лет. Входит в число перечисленных в оригинальной редакции «Нового общего каталога».
Во время одной «зачистки» Джон Гершель сказал, что подозревает, что объект является «туманным», однако никто, включая самого Гершеля, не смог разглядеть предполагаемую туманность. Джон Дрейер включил объект в Новый общий каталог с пометкой «Сохраняется для будущих случайных наблюдений. Ничто не может быть сложнее, чем проверить или опровергнуть туманность или звезду при обычных атмосферных условиях». Беглый поиск астрофизической литературы через SIMBAD не находит никаких спектральных особенностей у звезды. Поиск в POSS1 также не находит следов даже слабой туманности около звезды. Поэтому, возможно, Джона Гершеля ввело в заблуждение его плохое зрение.